# وكالة مظلة
شركة مظلة هي شركة توظف مقاولي وكالات يعملون في بالتوظيف بعقود مؤقتة، عادةً من خلال وكالة توظيف في المملكة المتحدة. تفضل وكالات التوظيف إصدار عقود لشركة محدودة حيث سيتم تقليل مسؤولية الوكالة. تقوم بإصدار فواتير إلى وكالة التوظيف (أو العميل)، وعندما يتم دفع الفاتورة، عادة ما تدفع المقاول من خلال PAYE مع فائدة إضافية تتمثل في تعويض بعض الدخل من خلال المطالبة بنفقات مثل السفر والوجبات والسكن.
أصبحت الشركات المظلة أكثر انتشارًا في المملكة المتحدة منذ أن أدخلت الحكومة البريطانية ما يسمى بقانون " IR35 "  لتحديد حالة التوظيف والقدرة على الاستفادة من الإعفاءات الضريبية للشركات الصغيرة. وفقًا للمعايير التي حددتها إدارة الأعمال والابتكار والمهارات في المملكة المتحدة، هناك ما يقدر بنحو 4 ملايين عامل مؤقت في المملكة المتحدة، منهم 1.56 مليون «مصنفون في وظائف إدارية أو مسؤول كبير». تشير التقديرات إلى أن 14٪ من المقاولين المحترفين في المملكة المتحدة يديرون أعمالهم حاليًا من خلال العمل في شركة مظلة.

## بناء
تقوم الشركة المظلة بمعالجة الجداول الزمنية المستلمة من الموظف/المقاول، ثم تصدر فاتورة إلى العميل للدفع.

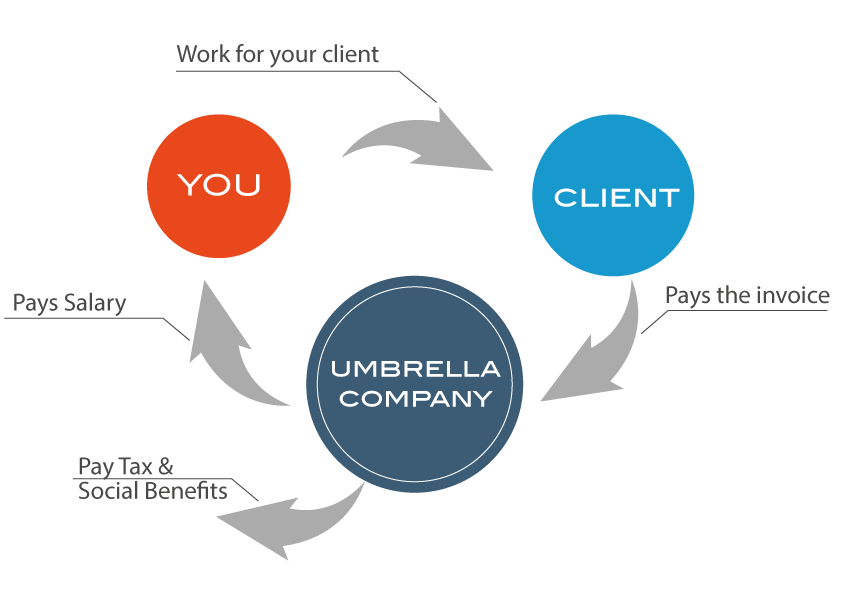
مخطط انسيابي لمظلة العمالة

شركة المظلة هي صاحب عمل وبالتالي يجب على جميع المقاولين الذين يعملون معهم توقيع عقد العمل،  يشار إليه أيضًا باسم عقد الخدمة. يحدد هذا الترتيب التعاقدي الحقوق والالتزامات في أمور مثل أجور الأمومة والأجر المرضي وحماية العمل. قانون العقود والتوظيف معقد وهناك مجموعة كبيرة من السوابق القضائية التي توفر التوجيه بشأن ما يشكل عقد الخدمة.
توفر الشركة المظلة كشوف المرتبات نيابة عن المقاول وتسدد الفواتير للوكالة (التي بدورها تدفع الفواتير للعميل) عن العمل الذي أنجزه المقاول. توفر الشركة المظلة جميع مدفوعات المساهمة الاجتماعية والضرائب (في بعض البلدان أيضًا "PAYE Pay As You Earn") ومكافئات وعوائد التأمين الوطني نيابة عن المقاول.
العميل هو بالفعل الشركة التي يعمل المقاول من أجلها.
تقوم الوكالة، في حالة مشاركتها، بعملية التوظيف نيابة عن العميل. ستوفر بعض الوكالات مخطط PAYE كجزء من عرضهم. هذا يخفف من متطلبات الشركة المظلة ولكنه يتطلب قدرة إضافية داخل المنظمة بما في ذلك المحاسبين المحترفين والالتزام بالقوانين المالية. تنتخب معظم الوكالات استخدام شركة مظلة.
يكمل المقاول أو الموظف في الشركة المظلة العمل الفعلي، ويكمل جدولًا زمنيًا ويرسل هذا (عادةً عبر الفاكس أو بوابة الويب الآمنة) إلى جانب أي مطالبات بالنفقات إلى الشركة المظلة.

## الدفع
تحتفظ الشركات المظلة عادة بجزء من الدخل أو تتقاضى هامشًا لتجهيز كشوف رواتب المقاولين، وبالنسبة لبعض الشركات المظلية، فإنها تتجه نحو تأمينات المقاولين. في فرنسا،  بلجيكا والسويد، عادة ما تكون النسبة المئوية للمبلغ المفوتر. في المملكة المتحدة، هو في الغالب مبلغ أسبوعي ثابت.

## الروابط الدولية
منظمة أصحاب العمل الأمريكية المحترفة PEO التي تقدم فرص عمل مشتركة للشركات الصغيرة.